# Варвара (Евлахский район)
Варвара (азерб. Varvara) — село и муниципалитет в Евлахском районе Азербайджана.

## География
Село расположено на правом берегу реки Кура в 12 км к северо-западу от районного центра Евлаха, и в 9 км от шоссе Евлах-Мингечевир.
Варвара известна своими гранатовыми рощами.

## Инфраструктура
В селе действует завод по разведению рыбы, ОАО «Varvara Balıq». Есть средняя общеобразовательная школа.
Функционирует местное охотничье хозяйство, специализирующееся в охоте на водоплавающую дичь.

## История
«Кавказский календарь», на 1915 год, сообщает о «татарском» (азербайджанском) селе Варвара Елисаветпольского уезда одноимённой губернии численностью 297 человек.

## Население
Согласно результатам Азербайджанской сельскохозяйственной переписи 1921 года, селение Варвара входило в состав Мингечаурского сельского общества Ганджинского уезда Азербайджанской ССР. Население — 523 человека (105 хозяйств), преобладающая национальность — тюрки-азербайджанские (азербайджанцы).
По данным конца 1970-х годов в селе проживало 1258 человек. Население занималось хлопководством, разведением зерновых, животноводством и шёлководством.

## Известные уроженцы
- Фариз Мадатов — Национальный Герой Азербайджана.
- Дамед Набиев — ветеран Великой Отечественной войны[10].